# Typosyllis pulchra
Typosyllis pulchra är en ringmaskart som först beskrevs av Miles Joseph Berkeley 1938.  Typosyllis pulchra ingår i släktet Typosyllis och familjen Syllidae. Utöver nominatformen finns också underarten T. p. occidentalis.